# La Costa partido
La Costa egy partido (körzet) Argentínában a Buenos Aires tartományban. A fővárosa Mar del Tuyú.

## Települések
| - Aguas Verdes - Costa Azul - Costa Chica - Costa del Este - Costa Esmeralda | - La Lucila del Mar - Las Toninas - Mar de Ajó - Mar del Tuyú - Nueva Atlantis | - Pinar del Sol - Playa Grande - San Clemente del Tuyú - Santa Teresita - San Bernardo |